# South Wight
South Wight var ett distrikt i Isle of Wight i England. Distriktet hade 53 600 invånare år 1992. Distriktet upprättades den 1 april 1974 genom att stadsdistrikten Sandown-Shanklin och Ventnor slogs ihop med landsdistriktet Isle of Wight. Det avskaffades 1 april 1995 och blev en del av Isle of Wight enhetskommun.